# Фотошаблон

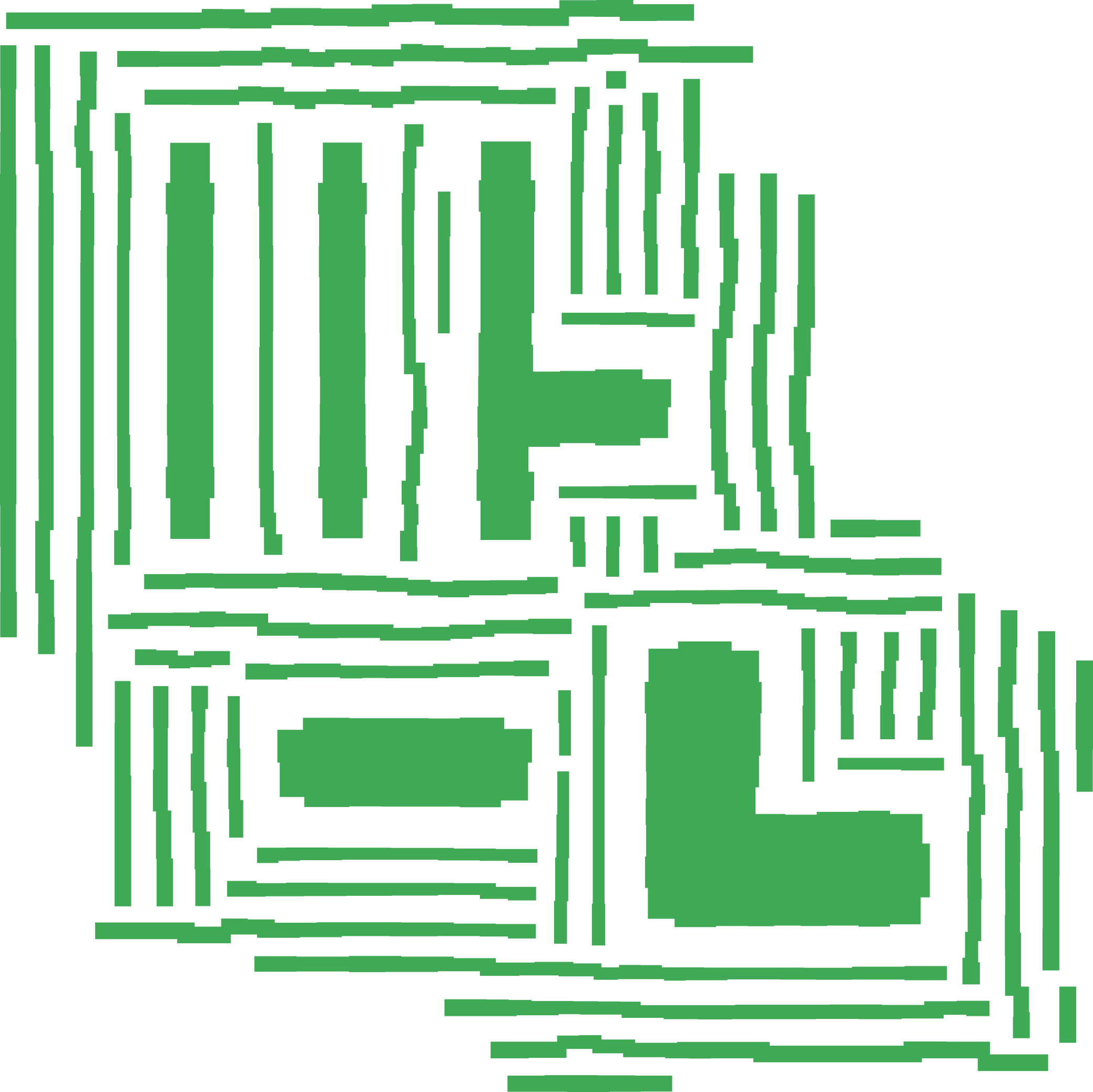
Приклад малюнка фотошаблона для мікроелектроніки. Видно допоміжні структури для корекції дифракції (технологія).

Фотошаблон — скляна або інша пластина або полімерна плівка зі сформованим на її поверхні малюнком елементів схем з матеріалу, що не пропускає актинічного випромінювання.
Фотошаблон є одним з основних інструментів при створенні заданого рельєфного захисного покриття при проведенні фотолітографії в планарної технології. Залежно від матеріалу плівкового покриття розрізняють фотошаблони на основі:
- Фотографічної емульсії (емульсійні фотошаблони)
- Металевої плівки (металеві фотошаблони)
- Окису заліза (кольорові фотошаблони)

## Типи фотошаблонів
Негативний фотошаблон (темнопольний) — фотошаблон, на якому зображення елементів схеми представлено у вигляді світлих ділянок на непрозорому фоні.
Позитивний фотошаблон (світлопольний) — фотошаблон, на якому зображення елементів схеми представлено у вигляді непрозорих для актинічного випромінювання ділянок на світлому прозорому тлі.
Металізований фотошаблон — фотошаблон, на якому зображення елементів схеми сформовано тонкою металевою плівкою.
Транспарентний (кольоровий) фотошаблон — фотошаблон, на якому зображення елементів схем сформовано покриттям, що не пропускає актинічного випромінювання і пропускає неактинічне (видима область спектра) для фоторезисту випромінювання.
Емульсивний фотошаблон — фотошаблон, на якому зображення елементів схеми утворено галоїдо-срібною фотографічної емульсією.

## Ринок виробництва фотошаблонів
На щорічній конференції SPIE, компанія Photomask Technology надала дослідження світового ринку виробництва фотошаблонів для мікроелектроніки. Станом на 2009 рік найбільшими виробниками були:
- Infinite Graphics Incorporated
- Dai Nippon Printing
- Toppan Photomasks
- Photronics Inc
- Hoya Corporation
- Taiwan Mask Corporation
- Compugraphics Photomask Solutions

Більшість найбільших виробників мікроелектроніки, такі як Intel, GlobalFoundries, IBM, NEC, TSMC, Samsung і Micron Technology, мали або власні потужності з виробництва шаблонів, або створювали між собою спільні підприємства для цих цілей.
Вартість створення виробництва фотошаблонів (так званого Mask shop) для техпроцесу 45 нм оцінюється у 200-500 млн доларів США, що створює істотні перешкоди для виходу на цей ринок.
Вартість одного фотошаблона для замовника складає від 1 до 10 тисяч доларів (оцінки від 2007 року) або до 200 тисяч (оцінка SEMATECH від 2011 року), залежно від вимог. Найбільш дорогими є фазозсувні маски для самих тонких техпроцесів. Для виробництва мікросхеми на старому техпроцесі потрібно набір з порядку 20-30 масок різної вартості або більше. Для найбільш сучасних техпроцесів, наприклад 22 нм, потрібно понад 50 масок.
Тривалість виготовлення та перевірки однієї маски складає в середньому від 5-7 до 23 днів залежно від використаних технологій.
Одна маска з досліджень SEMATECH, використовується для виготовлення приблизно від 0,5 тис. до 5 тис. напівпровідникових пластин (wafers).